# Boljartsi
Boljartsi (bulgariska: Болярци) är ett distrikt i Bulgarien.   Det ligger i kommunen Obsjtina Sadovo och regionen Plovdiv, i den centrala delen av landet, 150 km sydost om huvudstaden Sofia.
Trakten runt Boljartsi består till största delen av jordbruksmark. Runt Boljartsi är det ganska tätbefolkat, med 96 invånare per kvadratkilometer.